# عقاب ۲
عقاب ۲ سازمان ضدجاسوسی توسط ایران برای حفاظت از برنامه هسته‌ای ایران در برابر عملیات جاسوسی خارجی تشکیل شده است.